# Heusden Koers 1968
De 20e editie van de Belgische wielerwedstrijd Heusden Koers werd verreden op 13 augustus 1968. De start en finish vonden plaats in Heusden. De winnaar was Leopold Van Den Neste, gevolgd door Richard Bukacki en Cees Zoontjens.

## Uitslag
| Heusden Koers 1968 |                       |                                  |       |
| Plaats             | Naam                  | Ploeg                            | Tijd  |
| Winnaar            | Leopold Van Den Neste | Pull Over Centrale-Tasmanie-Novy | 3u33' |
| 2                  | Richard Bukacki       | Pull Over Centrale-Tasmanie-Novy | + 15" |
| 3                  | Cees Zoontjens        | Caballero                        | z.t.  |
| 4                  | Jaak De Boever        | Smith's                          |       |
| 5                  | Gilbert Desmet II     | Pull Over Centrale-Tasmanie-Novy |       |
| 6                  | Albert Vande Moortel  | Pull Over Centrale-Tasmanie-Novy |       |
| 7                  | Julien Verstrepen     | Peugeot-BP-Michelin              |       |
| 8                  | Robert Legein         | Pelforth-Sauvage-Lejeune         |       |
| 9                  | Willy De Geest        | Pull Over Centrale-Tasmanie-Novy |       |
| 10                 | Bart Zoet             | Smith's                          |       |

1929 · 1930-1935 · 1936 · 1937 · 1938 · 1939 · 1952 · 1953 · 1954 · 1955 · 1956 · 1957 · 1958 · 1959 · 1960 · 1961 · 1962 · 1963 · 1964 · 1965 · 1966 · 1967 · 1968 · 1969 · 1970 · 1971 · 1972 · 1973 · 1974 · 1975 · 1976 · 1977 · 1978 · 1979 · 1980 · 1981 · 1982 · 1983 · 1984 · 1985 · 1986 · 1987 · 1988 · 1989 · 1990 · 1991 · 1992 · 1993 · 1994 · 1995 · 1996 · 1997 · 1998 · 1999 · 2000 · 2001 · 2002 · 2003 · 2004 · 2005 · 2006 · 2007 · 2008 · 2009 · 2010 · 2011 · 2012 · 2013 · 2014 · 2015 · 2016 · 2017 · 2018 · 2019 · 2020 · 2021 · 2022 · 2023